# Der Fall “Dax”
Der Fall “Dax” (Originaltitel: Dax) ist die achte Folge der ersten Staffel der US-amerikanischen Science-Fiction-Fernsehserie Star Trek: Deep Space Nine. Sie wurde in den Vereinigten Staaten über Syndication vermarktet und erstmals am 13. Februar 1993 auf verschiedenen Fernsehsendern ausgestrahlt. In Deutschland war sie zum ersten Mal am 6. März 1994 in einer synchronisierten Fassung auf Sat.1 zu sehen.

## Handlung
Im Jahr 2369 bei Sternzeit 46910.1 kommen drei Fremde auf die Raumstation Deep Space Nine und versuchen, die Wissenschaftsoffizierin Jadzia Dax zu entführen. Stationsarzt Julian Bashir versucht, ihr zu helfen. Er wird überwältigt, kann aber die Sicherheit verständigen. Die Fremden kennen sich erstaunlich gut aus und überwinden alle Barrieren, die nun aktiviert werden. Sie erreichen ihr Raumschiff und legen ab, doch im letzten Moment kann Commander Sisko einen Traktorstrahl aktivieren und die Flucht verhindern.
Bei den Fremden handelt es sich um Klaestronianer. Ihr Anführer Ilon Tandro sieht sich im Recht, denn er hat einen gültigen Haftbefehl gegen Dax. Ihr wird Verrat und der Mord an Tandros Vaters vorgeworfen. Da zwischen der Föderation und dem Planeten Klaestron IV ein Auslieferungsabkommen besteht, verlangt Tandro, dass ihm Dax überstellt wird. Sisko, der mit Dax gut befreundet ist, will das nicht so einfach akzeptieren. Er setzt sich mit den Behörden auf Klaestron IV in Verbindung. Die bestätigen Tandros Aussage, doch Sisko erfährt, dass die entsprechenden Taten bereits 30 Jahre zurückliegen. Dadurch ergibt sich ein Problem, denn Dax ist ein vereinigter Trill. Der Dax-Symbiont war damals noch mit Curzon vereinigt, der aber vor zwei Jahren gestorben ist. Jadzia, die neue Wirtin des Symbionten, war vor 30 Jahren noch gar nicht geboren.
Sisko beruft sich darauf, dass Deep Space Nine zwar von Föderationspersonal betrieben wird, aber gemeinsam mit den Bajoranern, denen die Station eigentlich gehört. Das Auslieferungsabkommen mit der Föderation hat daher auf der Station keine Gültigkeit. Sisko unterstellt Tandro, sich dessen bewusst gewesen zu sein, denn sonst hätte er wohl kaum eine Entführung geplant. Tandro bleibt keine Wahl, als einer offiziellen Anhörung zuzustimmen, in der er den Bajoranern sein Auslieferungsgesuch vorträgt.
Die bajoranische Vermittlerin Els Renora hofft, diesen Fall schnell zu klären, muss aber erkennen, dass er leider sehr kompliziert ist und verlangt daher von Tandro, ihr zu beweisen, dass Curzon und Jadzia Dax dieselbe Person sind. Sisko und seine Führungsoffiziere suchen unterdessen nach Möglichkeiten, um Dax zu helfen. Sicherheitschef Odo reist nach Klaestron IV. Dort trifft er sich mit Ilon Tandros Mutter Enina Tandro. Ihr verstorbener Mann Ardelon Tandro war vor 30 Jahren während eines Bürgerkriegs ein bedeutender General der Regierungstruppen. Er fand den Tod, als seine Position durch eine codierte Nachricht an den Feind übermittelt wurde. Zu den wenigen Personen, die seinen Aufenthaltsort kannten, gehörte sein Freund Curzon Dax. Da er der einzige ohne Alibi war, wurde er für den Verräter gehalten. Enina Tandro ist sich sicher, dass Curzon nicht der Verräter war, doch sie weiß, dass ihr Sohn nicht auf sie hören wird, auch, weil Ardelon Tandro durch die Umstände seines Todes zu einem Volkshelden geworden ist.
Auf Deep Space Nine werden unterdessen einige Sachverständige angehört. Die Regierung von Trill hat Selin Peers entsandt, der die Natur der Vereinigung zwischen einem Symbionten und seinen Wirten erläutern soll. Er erklärt, dass alle Erinnerungen der früheren Wirte eines Symbionten nach der Vereinigung mit einem neuen Wirt auf diesen übergehen. Zugleich wird aber die bisherige Persönlichkeit des neuen Wirts nicht ausgelöscht, sondern verschmilzt mit denen der früheren Wirte. Sowohl Tandro als auch Sisko finden durch diese Aussage ihre jeweilige Sichtweise bestätigt. Anschließend erläutert Dr. Bashir seine Forschungen zu Trill-Gehirnen. Die Gehirne und die Körper von Wirt und Symbiont entwickeln nach der Vereinigung eine gegenseitige Abhängigkeit. Auf Nachfrage Tandros muss Dr. Bashir allerdings eingestehen, dass die Gehirnwellenmuster eines Symbionten nach dem Wechsel des Wirts unverändert bleiben. Schließlich sagt Sisko aus, dass Curzon für ihn ein langjähriger Freund und Mentor war. Jadzia hingegen kennt er erst seit kurzem und an ihre neue Persönlichkeit muss er sich noch gewöhnen.
Während einer Unterbrechung meldet sich Odo bei Sisko. Er hat herausgefunden, dass es zahlreiche Anrufe zwischen Curzons Büro und dem Haus der Tandros gegeben hat, auch zu Zeitpunkten, zu denen der General nicht anwesend war. Odo vermutet, dass Curzon eine Affäre mit Enina Tandro hatte, was durchaus ein Motiv für einen Mord gewesen sein könnte. Sisko stellt Jadzia Dax zur Rede. Sie bestätigt die Vermutung, weigert sich aber, die Affäre bei der Anhörung zur Sprache zu bringen, da sie Enina Tandros Ruf und das Andenken ihres Mannes schützen möchte.
Als sie schließlich aussagen soll, hebt Sisko ihre Ausbildung und ihre psychologischen Tests hervor, bietet damit aber Ilon Tandro nur weitere Angriffsfläche. Schließlich tauchen überraschend Odo und Enina Tandro auf. Enina Tandro gesteht öffentlich ihre Affäre mit Curzon Dax und verschafft ihm nachträglich ein Alibi, denn als die codierte Nachricht mit dem Aufenthaltsort des Generals gesendet wurde, befand sich Dax in ihrem Bett. Damit ist seine Unschuld bewiesen und Els Renora schließt die Anhörung. Im Anschluss führen Enina Tandro und Jadzia Dax ein privates Gespräch. Enina Tandro dankt ihr dafür, dass sie sich immer noch an Curzons Versprechen zur Verschwiegenheit gebunden fühlte. Das Andenken des Generals soll aber trotz der Offenlegung der Affäre weiter in Ehren gehalten werden. Die Identität des wahren Verräters soll weiter ein Geheimnis bleiben, auch wenn Enina Tandro die Wahrheit kennt: Der General selbst hatte die Nachricht verschickt, denn er sympathisierte heimlich mit dem Feind und wollte seine eigenen Leute verraten, doch die Kontaktaufnahme misslang und letztlich wurde er von den Rebellen getötet.

## Verbindungen zu anderen Star-Trek-Produktionen
Der klingonische Kaffee Raktajino wird hier erstmals erwähnt.

## Produktion

### Drehbuch
Die Idee zu dieser Folge kam Ira Steven Behr und Peter Allan Fields im Juni 1992 während eines Brainstormings für die ersten Folgen von Star Trek: Deep Space Nine.
Der Fall “Dax” war die letzte Star-Trek-Folge, an deren Drehbuch D. C. Fontana beteiligt war. Sie hatte bereits für die Originalserie Raumschiff Enterprise mehrere Drehbücher geschrieben.

### Darsteller
Die Hauptfiguren Miles O’Brien (Colm Meaney) und Jake Sisko (Cirroc Lofton) haben in dieser Folge keinen Auftritt.
Gregory Itzin, Darsteller von Ilon Tandro, spielte auch Hain in Folge 6.12 (Wer trauert um Morn?) von Star Trek: Deep Space Nine, Dr. Dysek in Folge 7.05 (Kritische Versorgung) von Star Trek: Raumschiff Voyager sowie Sopek und Admiral Black in je einer Folge von Star Trek: Enterprise.
Anne Haney, Darstellerin von Els Renora, hatte zuvor bereits Rishon Uxbridge in Folge 3.03 (Die Überlebenden auf Rana-Vier) von Raumschiff Enterprise – Das nächste Jahrhundert gespielt. Els Renoras Alter wird in der Folge mit 100 Jahren angegeben, Haney war bei den Dreharbeiten aber erst 58 Jahre alt.
Richard Lineback:, Darsteller von Selin Peers, hatte zuvor bereits Romas in Folge 1.22 (Die Seuche) von Raumschiff Enterprise – Das nächste Jahrhundert gespielt. Er spielte später noch Kessick in Folge 3.01 von Star Trek: Enterprise.
Fionnula Flanagan, Darstellerin von Enina Tandro, spielte später noch Julianna Tainer in Folge 7.10 (Soongs Vermächtnis) von Raumschiff Enterprise – Das nächste Jahrhundert und Botschafterin V’Lar in Folge 1.23 (Gefallene Heldin) von Star Trek: Enterprise.

### Kulissen
Als Ort für die Anhörung wurde Quarks Bar gewählt, da zum Produktionszeitpunkt dieser Folge noch kein Konferenzraum-Set gebaut worden war (dies geschah erst in der dritten Staffel). Das Produktionsteam hielt diese Entscheidung auch aus der Innensicht der Geschichte für glaubwürdig, da die Cardassianer die Station Deep Space Nine den Bajoranern in stark zerstörtem Zustand übergeben hatten, weshalb es plausibel erschien, dass zum Zeitpunkt der Handlung einfach nicht genügend freie Räume zur Verfügung standen.
Für die Darstellung der Hauptstadt von Klaestron IV wurde ein Matte Painting verwendet, das erstmals in Folge 1.14 (Planet Angel One) von Raumschiff Enterprise – Das nächste Jahrhundert eingesetzt wurde. Es wurde in leicht veränderter Form noch in mehreren weiteren Folgen von Raumschiff Enterprise – Das nächste Jahrhundert, Star Trek: Deep Space Nine und Star Trek: Raumschiff Voyager für die Darstellung anderer außerirdischer Städte wiederverwendet.

### Modelle
Für das klaestronianische Raumschiff wurde das stark modifizierte Modell des talarianischen Aufklärungsschiffs aus Folge 4.04 (Endars Sohn) von Raumschiff Enterprise – Das nächste Jahrhundert wiederverwendet.

## Rezeption
Keith DeCandido bewertete Der Fall “Dax” 2013 auf tor.com als eine gute Folge von Star Trek: Deep Space Nine. Sein größter Kritikpunkt war, dass ausgerechnet die Figur Jadzia Dax, um die sich die ganze Folge dreht, hier viel zu wenig zu tun hat. Weiterhin fand er, dass die Frage, inwieweit ein Trill für die Taten seiner früheren Wirte verantwortlich ist, in späteren Folgen deutlich besser behandelt wird. Diese Schwächen werden für DeCandido jedoch durch das gute Schauspiel der Gastdarsteller und die Entwicklung der Figur Dax im weiteren Verlauf der Serie ausgeglichen.